# Miki Sugimoto
Pour les articles homonymes, voir Sugimoto.
Miki Sugimoto (杉本美樹, Sugimoto Miki) est une actrice japonaise née le 28 janvier 1953 à Chigasaki.

## Biographie
Miki Sugimoto joue principalement des rôles dans des films d'action érotique avec des délinquants nommé en anglais Pinky violence.
En 1975, le film L'aubergine est farcie — un détournement par René Viénet du film Les Menottes rouges de Yukio Noda (ja) — est interdit par Michel Guy, secrétaire d'État à la culture, avant d'avoir pu être projeté.
Miki Sugimoto a tourné dans une vingtaine de films entre 1971 et 1977.

## Filmographie
Sauf indication contraire, la filmographie de Miki Sugimoto est établie à partir de la base de données JMDb.
- 1971 : Onsen mimizu geisha (温泉みみず芸者?) de Norifumi Suzuki
- 1971 : Girl Boss Blues: Queen Bee's Counterattack (女番長ブルース 牝蜂の逆襲, Mesubachi no gyakushu?) de Norifumi Suzuki
- 1971 : Gendai yakuza: Chizakura san kyōdai (現代やくざ 血桜三兄弟?) de Sadao Nakajima
- 1972 : Girl Boss Blues: Queen Bee's Challenge (女番長ブルース 牝蜂の挑戦, Mesubachi no chosen?) de Norifumi Suzuki
- 1972 : Yoru no narazumono (夜のならず者?) de Makoto Naitō (ja)
- 1972 : Caresses sous un kimono (徳川セックス禁止令, Tokugawa sex kinshi-rei?) de Norifumi Suzuki
- 1972 : Onsen suppon geisha (温泉スッポン芸者?) de Norifumi Suzuki
- 1972 : Girl Boss Guerilla (女番長ゲリラ, Sukeban gerira?) de Norifumi Suzuki
- 1972 : Kyōfu joshikōkō: Onna bōryoku kyōshitsu (恐怖女子高校 女暴力教室?) de Norifumi Suzuki
- 1972 : Ero shōgun to nijūichinin no aishō (エロ将軍と二十一人の愛妾?) de Norifumi Suzuki
- 1973 : Girl Boss Revenge: Sukeban (女番長, Sukeban?) de Norifumi Suzuki
- 1973 : Teppōdama no bigaku (鉄砲玉の美学?) de Sadao Nakajima
- 1973 : Le Pensionnat des jeunes filles perverses (恐怖女子高校 暴行リンチ教室, Kyōfu joshikōkō: bōkō rinchi kyōshitsu?) de Norifumi Suzuki
- 1973 : Kyō sō sekkusu zoku (狂走セックス族?) de Takayuki Minagawa (ja)
- 1973 : Girl Boss : Les Étudiantes en cavale (女番長 感化院脱走, Sukeban: Kankain dassō?) de Sadao Nakajima
- 1973 : Zenka onna: Koroshi fushi (前科おんな 殺し節?) d'Atsushi Mihori
- 1974 : Les Menottes rouges (0課の女 赤い手錠, Zeroka no onna: Akai wappa?) de Yukio Noda (ja)
- 1975 : L'aubergine est farcie[2], un détournement du film Les Menottes rouges signé René Viénet
- 1975 : Les Préparatifs de la fête (祭りの準備, Matsuri no junbi?) de Kazuo Kuroki
- 1976 : Oshare dai sakusen (おしゃれ大作戦?) de Kengo Furusawa (ja)
- 1976 : Violent Panic: The Big Crash (暴走パニック 大激突, Bōsō panikku: Daigekitotsu?) de Kinji Fukasaku
- 1977 : Kuroki Tarō no ai to bōken (黒木太郎の愛と冒険?) d'Azuma Morisaki (ja)